# Bargas
Bargas es un municipio y localidad española de la provincia de Toledo, en la comunidad autónoma de Castilla-La Mancha. El término municipal, ubicado en la comarca de La Sagra, tiene una población de 11 099 habitantes (INE 2024) y está atravesado por el río Guadarrama de noreste a suroeste. Experimentó un notable ascenso de población a comienzos del siglo XXI debido a la expansión de las áreas metropolitanas de Toledo y Madrid.

## Toponimia
El término "Bargas" podría derivarse del celta barga que significa choza. En el siglo XVII el término "varga" equivalía al de cuesta.
El árabe poseía el término barga para designar a una choza de paja, término también utilizado en el norte peninsular con el mismo significado durante la Edad Media. En León se utilizó este mismo término para designar a «una cerca emplazada en lugar anegadizo o inundado rodeado de empalizada, destinada a coger peces».

## Geografía

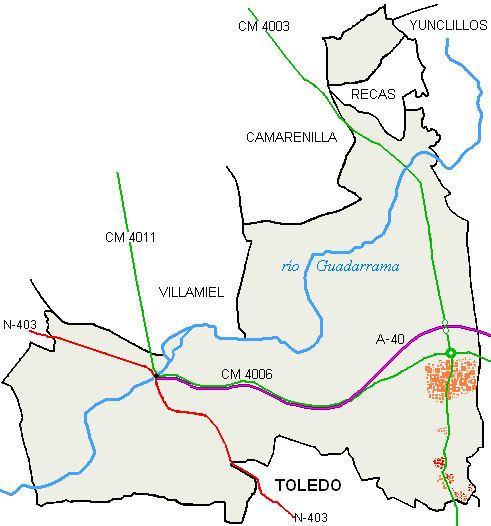
Croquis del término municipal

El municipio, que ocupa una superficie de 89,48 km², se encuentra situado en un valle atravesado por el río Guadarrama, en su tramo final hacia su desembocadura en el Tajo. Pertenece a la comarca de La Sagra y linda con los términos municipales de Villamiel de Toledo, Camarenilla, Recas, Yunclillos, Olías del Rey, Toledo y Rielves, todos de Toledo. Posee el término segregado denominado Majazul Alto al norte de Majazul Bajo, término segregado de Recas (ver croquis). Está situado a unos 10 km al norte de la capital autonómica
La población se reparte entre el centro urbano y una serie de urbanizaciones situadas dentro del término municipal, en dirección a Toledo capital: las urbanizaciones son "Santa Clara", "Las Perdices", "Valdelagua", "Los Cantos", "Los Nogales", "La Palma", "El Vergel de Bargas", "La Cuesta del Águila" y "Los Altos de Bargas". Estas zonas residenciales están unidas al centro urbano por un paseo peatonal y un carril bici.

### Clima

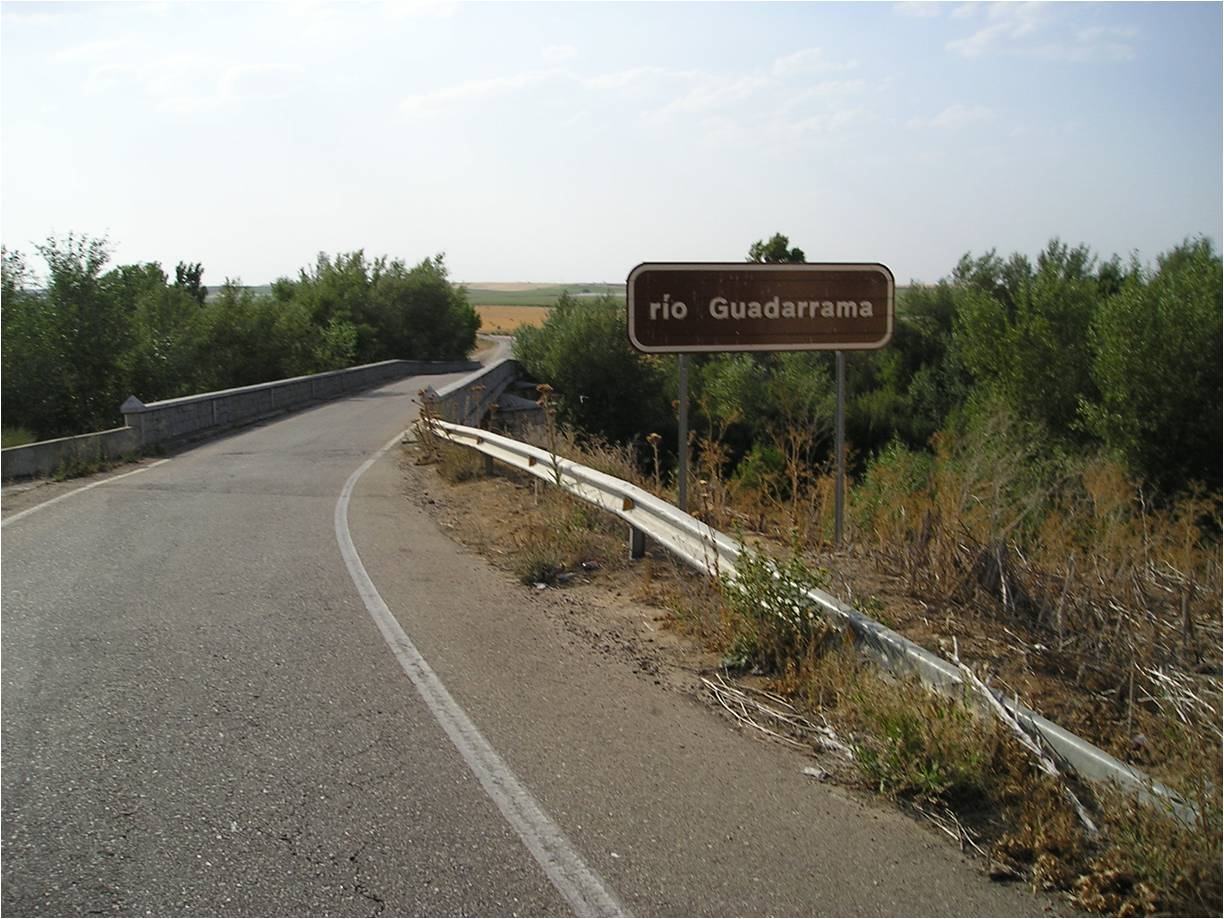
Puente sobre el Guadarrama

Bargas cuenta con un clima mediterráneo continentalizado, al igual que el centro de España. Los inviernos son fríos y húmedos, con frecuentes heladas que pueden producirse desde octubre a mayo. Sin embargo, las nevadas son muy poco habituales debido a su baja cota (alrededor de los 500 m sobre el nivel del mar).
Por otro lado, los veranos son largos y muy calurosos. En los meses de julio y agosto se supera fácilmente los 35 °C durante el día.

## Historia
Desde la antigüedad, Bargas ha estado muy vinculado con la capital de la provincia. Los datos más certeros que se conservan de su existencia datan de la época de la dominación musulmana. Tras la reconquista, Bargas fue una de las veintiséis aldeas y alquerías pertenecientes al alfoz de Toledo con las que Alfonso VI comenzaría a repoblar la zona en 1085. La zona de Bargas fue ocupada por un hidalgo de su casa real llamado Pedro Ibáñez de Vargas, origen de la dinastía de los Vargas en la provincia.
El primitivo poblado emplazado a orillas del río Guadarrama, tuvo la denominación de Val de Olivas, que después de la reconquista y apropiación por la hidalga dinastía de los Vargas, parece ser que se sustituyó su nombre por el de Vargas; denominación que ha conservado hasta finales del siglo XVIII, según copia de la sigilografía empleada por el ayuntamiento de Bargas.
A mediados del siglo XVII, aunque perteneciente aún al alfoz de Toledo, se consolida como entidad municipal. Dos siglos más tarde tenía ochocientas casas de mediana construcción, con ayuntamiento y cárcel situados en el mismo edificio; dos escuelas, una a la que acudían cien niños y otra con ochenta niñas. La producción agrícola se basaba en los cereales y en la oliva. Los caminos eran malos y de trazo irregular, a excepción del de Toledo.
A principios del siglo XX, Bargas mejoraría sus comunicaciones gracias a la llegada del ferrocarril y su estación, situada a un par de kilómetros del centro urbano. En este mismo siglo llegó la electricidad al municipio.
Durante la Guerra Civil (1936-1939) se vio perjudicada la población por su posición estratégica en el frente de batalla. La población quedó inicialmente en el bando republicano, pero acabó siendo tomada por la VI Bandera de La Legión el 26 de septiembre de 1936, poco antes del fin del asedio al Alcázar de Toledo.

## Demografía
Cuenta con una población de 11 099 habitantes (INE 2024).
| Gráfica de evolución demográfica de Bargas entre 1842 y 2021                                                                                                  |
| |
| Población de derecho según los censos de población del INE Población de hecho según los censos de población del INEEn estos censos se denominaba Vargas: 1857 |

### Inmigración
La población extranjera en Bargas ha sufrido un incremento considerable en los últimos años. Los residentes extranjeros más numerosos son los rumanos (29,02 % del total de extranjeros censados), los marroquíes (20,24 %) y los colombianos (7,57 %).
Cabe destacar la comunidad china que contando con solo el 1,55 % de inmigrantes censados ha instalado varios locales comerciales en el municipio conocidos popularmente como "chinos". Del mismo modo, la comunidad india, con un porcentaje muy bajo de inmigración censada, cuenta con un local de comida conocido popularmente como "kebab".

## Comunicaciones

### Carreteras
| Identificador | Nombre                               | Itinerario                            |
| ------------- | ------------------------------------ | ------------------------------------- |
|               | A-40 (Autovía de Castilla-La Mancha) | Adanero-Maqueda-Teruel                |
|               | A-42 (Autovía de Toledo)             | Toledo-Madrid                         |
|               | Ronda Suroeste de Toledo (CM-40)     | Bargas-Autovía de los Viñedos (CM-42) |
| N-403         | N-403                                | Toledo-Adanero                        |
| CM-4003       | CM-4003                              | Toledo-Bargas-Valmojado               |
| CM-4006       | CM-4006                              | Bargas-Olías del Rey                  |
| CM-4011       | CM-4011                              | N-403-Santa Cruz del Retamar          |

### Autobuses
- Bargas-Toledo. Línea 4 del Área Supramunicipal de Transportes (ASTRA).
- Bargas-Estación de Plaza Elíptica (Madrid).
- El servicio Bargas-Olías del Rey, autobús nocturno que funciona los viernes y sábados, fue retirado durante el verano de 2012 por los recortes efectuados por el Gobierno Regional de Castilla-La Mancha.

### Ferrocarril
A través de Bargas discurre la línea férrea que comunica Madrid con Lisboa, desde donde hay servicio directo a Badajoz, Cáceres, Mérida, Plasencia, Talavera de la Reina, Madrid, Zaragoza y Barcelona entre otras ciudades españolas.

## Economía

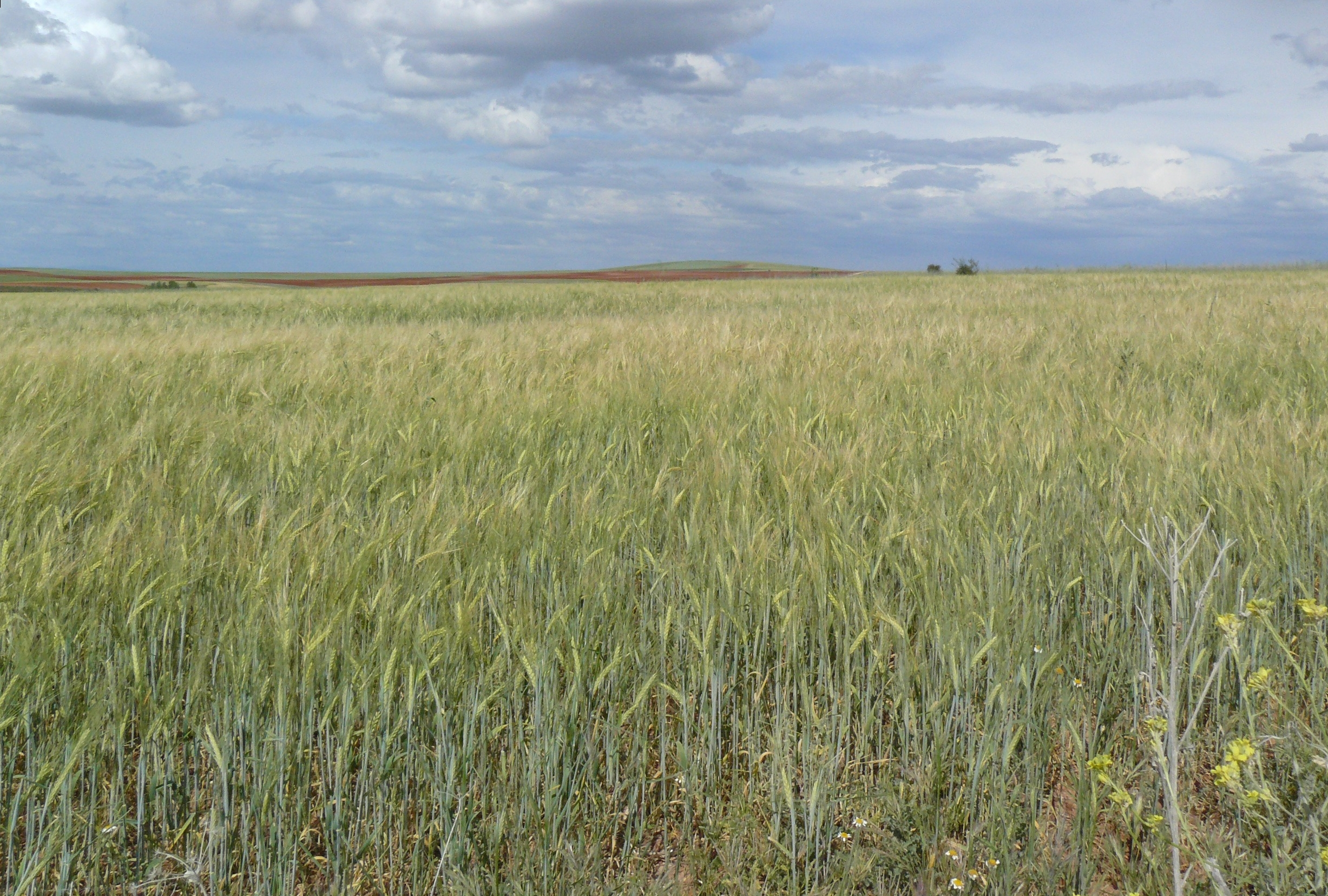
Los campos de cereales son el paisaje predominante en el término municipal.

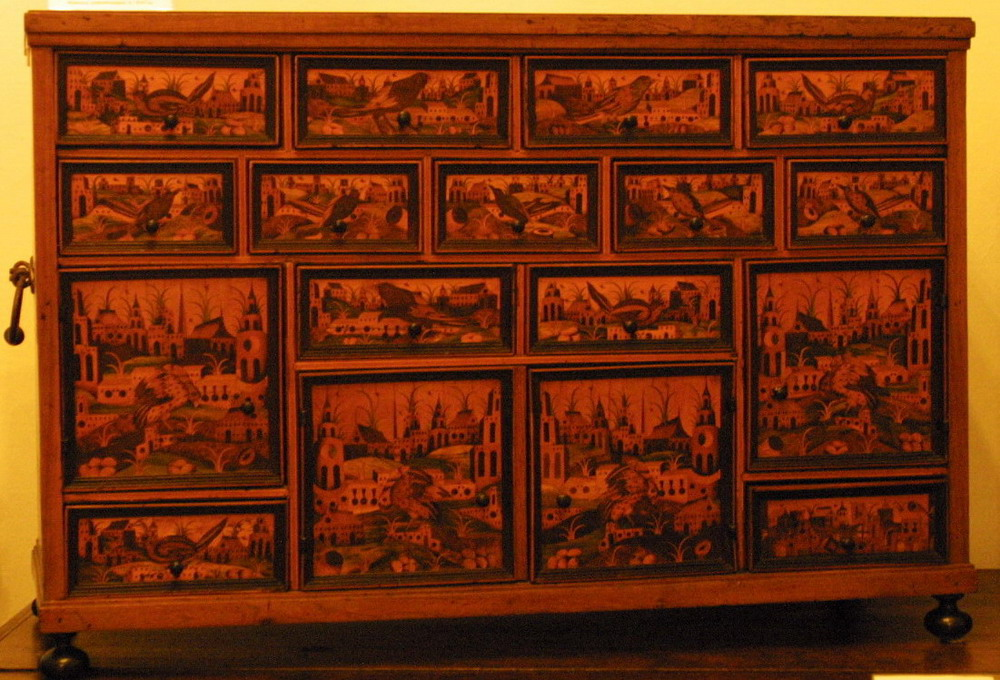
Parte superior de un bargueño.

Su sustento principal es la agricultura de secano: cereales y olivares principalmente. Muy escaso el cultivo de la vid, aunque si podemos encontrar pequeños viñedos en la zona noroeste del municipio. En materia vitivinícola, su término municipal forma parte de la demarcación de la denominación de origen "Méntrida".
Hace siglos eran famosos los panaderos de Bargas, los arrieros que corrían las dos Castillas con sus mercancías, y los fabricantes de bargueños (su nombre proviene de esta localidad), muebles muy apreciados durante siglos, sobre todos en las casas señoriales, con finas labores de taracea e incrustaciones de marfil. Existen aún fabricantes artesanos en la provincia y se pueden admirar en la Feria de Artesanía de Castilla-La Mancha (Farcama) que se celebra en Toledo.
En los últimos años Bargas se ha visto favorecida gracias a su enclave geográfico, la cercanía a dos capitales de comunidad autónoma (Toledo y Madrid) y sus excelentes comunicaciones por carretera, han hecho que varias empresas se asienten en la localidad.
Comercio
A menos de 5 km del casco histórico y a menos de 500 metros de las urbanizaciones se encuentra el parque comercial Abadía. Aunque situado en el término municipal de Toledo, es una de las principales zonas de comercio de Bargas.

## Símbolos

Representación heráldica del blasón

El escudo heráldico que representan al municipio fue aprobado por Real Decreto el 30 de marzo de 1978 con el siguiente blasón:

De gules, la fuente de oro con chorro de plata, cortado de plata, cuatro ondas de azur. Timbrado con la corona real cerrada.
Boletín Oficial del Estado n.º 98 de 25 de abril de 1978

La descripción textual de la bandera, aprobada oficialmente el 9 de septiembre de 2008, es la siguiente:

Bandera rectangular, de proporciones 2/3, dividida diagonalmente desde lo alto del asta al bajo del batiente, de color amarillo la porción superior y carmesí la inferior; lleva sobrepuesto en el centro el Escudo de Armas timbrado del municipio.
Diario Oficial de Castilla-La Mancha n.º 198 de 25 de septiembre de 2008

## Administración y política

### Corporación municipal
En las elecciones municipales celebradas en mayo de 2019, 7562 ciudadanos pudieron votar en el municipio, la participación fue del 64,4 % (4905 votos). El PSOE, por octava vez consecutiva, resultó vencedor por mayoría absoluta. Partido Popular, Ciudadanos e Izquierda Unida formaron parte de la oposición. La corporación municipal estuvo compuesta por trece concejales y fue presidida por Isabel Mª Tornero Restoy.

| Corporación municipal de Bargas | Corporación municipal de Bargas | Corporación municipal de Bargas | Corporación municipal de Bargas |
| Partido político                | Número de concejales            | Número de votos                 | % de votos                      |
| ------------------------------- | ------------------------------- | ------------------------------- | ------------------------------- |
| PSOE                            | 10                              | 2412                            | 49,74%                          |
| PP                              | 4                               | 1179                            | 24,31%                          |
| Cs                              | 2                               | 484                             | 9,98%                           |
| IU - Podemos                    | 1                               | 478                             | 9,86%                           |

|                 | Número de votos | %      |
| --------------- | --------------- | ------ |
| Total de votos  | 4905            | 64,40% |
| Abstenciones    | 2711            | 35,60% |
| Votos en blanco | 73              | 1,51%  |
| Votos nulos     | 56              | 1,14%  |
|                 |                 |        |

### Alcaldes
| Periodo   | Nombre                      | Partido |
| --------- | --------------------------- | ------- |
| 1979-1983 | Jesús Herrera Peña          | PSOE    |

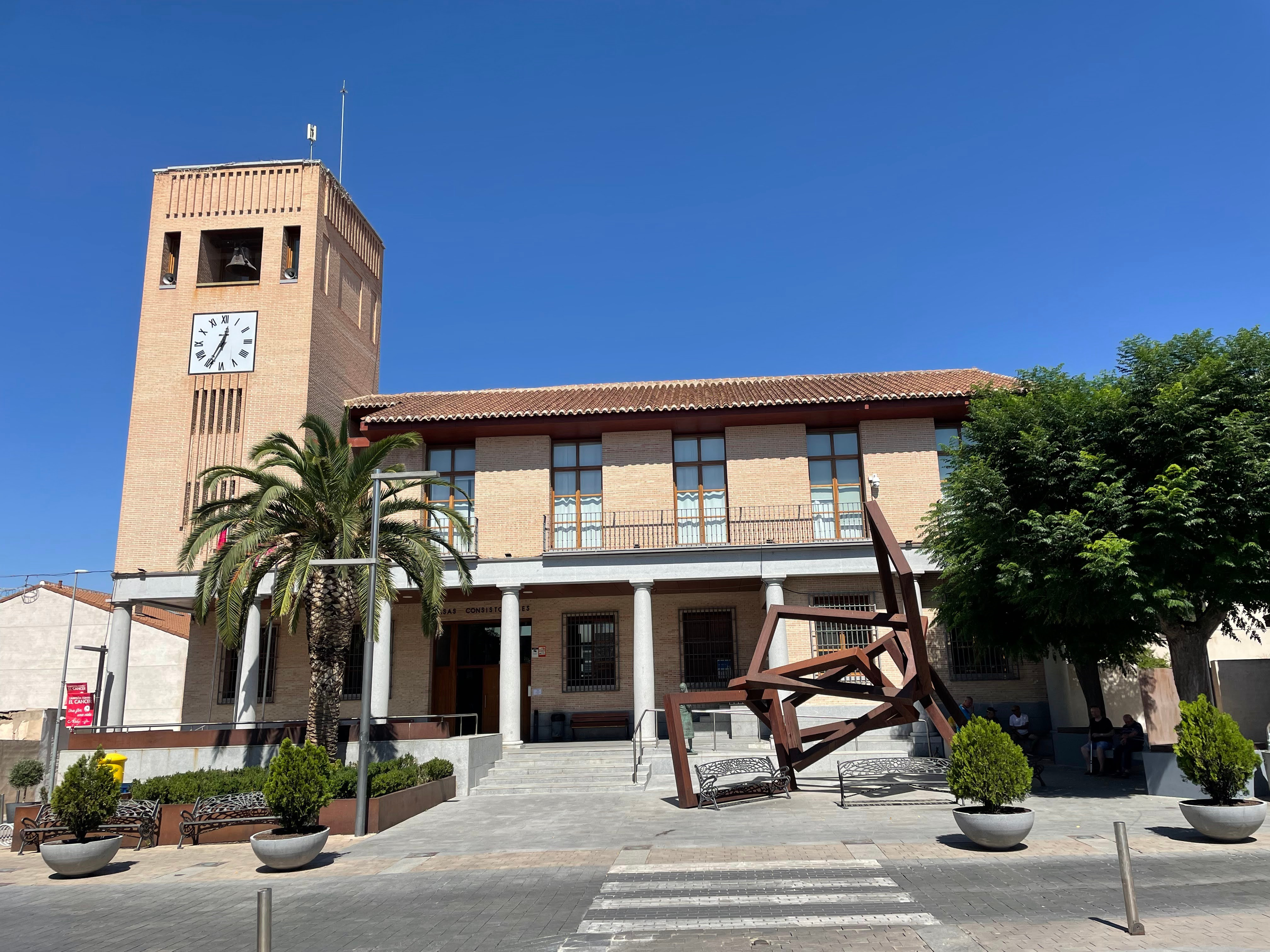
Ayuntamiento de Bargas

| 1983-1987 | Francisco Pleite Rodríguez  | PCE     |
| 1987-1991 | Eugenio Rodríguez Pérez     | AP      |
| 1991-1995 | Luis Miguel Seguí Pantoja   | PSOE    |
| 1995-1999 | Luis Miguel Seguí Pantoja   | PSOE    |
| 1999-2003 | Gustavo Figueroa Cid        | PSOE    |
| 2003-2007 | Gustavo Figueroa Cid        | PSOE    |
| 2007-2011 | Gustavo Figueroa Cid        | PSOE    |
| 2011-2015 | Gustavo Figueroa Cid        | PSOE    |
| 2015-2019 | Gustavo Figueroa Cid        | PSOE    |
| 2019-2023 | Isabel María Tornero Restoy | PSOE    |
| 2023-act. | Marco Antonio Pérez Pleite  | PP      |

## Educación, bienestar social y sanidad
En el municipio existirían dos escuelas infantiles (CAI Municipal Gloria Fuertes y CAI Playschool), tres colegios (CEIP Santísimo Cristo de la Sala, CEIP Pintor Tomás Camarero y colegio Madre de la Vida) y un instituto (IES Julio Verne); además de una biblioteca municipal, la casa de cultura María Zambrano y la escuela taller Valdeolivas.
Bargas también cuenta con el centro de salud Pedro de la Fuente, el centro residencial para mayores Valdeolivas y el centro de día de mayores.

## Monumentos

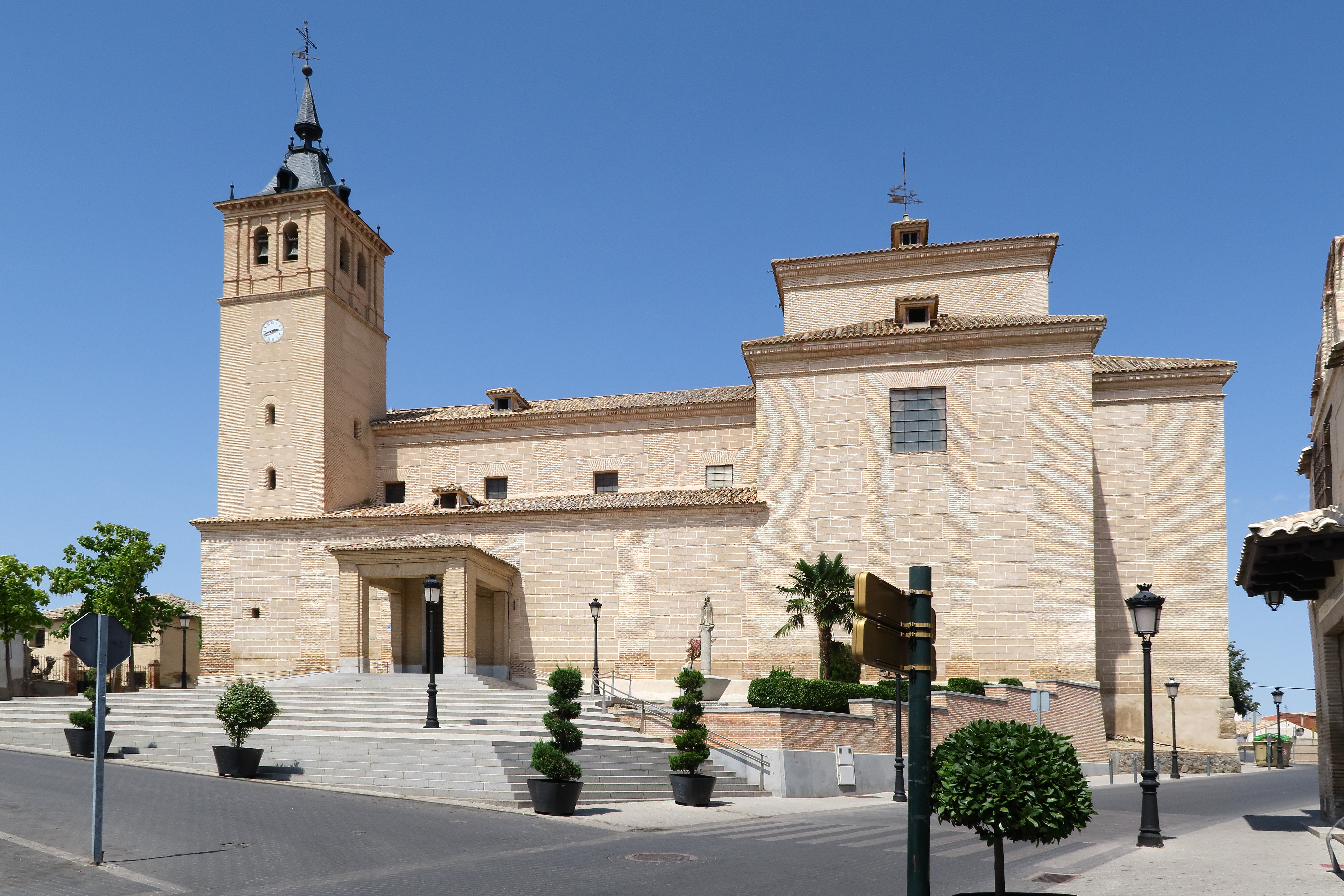
Iglesia de San Esteban Protomártir
La iglesia parroquial de San Esteban se erige en pleno centro del casco histórico, siendo el principal monumento arquitectónico de la localidad. La iglesia refleja en su construcción tres siglos de historia, siendo una obra que presenta fundamentalmente las características propias de la arquitectura religiosa dirigida por los maestros toledanos al servicio del Arzobispado durante los siglos XVI y XViI. No obstante, conserva una torre de ladrillo, quizá de finales del siglo XV o comienzos del XVI, en la que se aprecian los ventanucos de reminiscencia mudéjar, y un campanario apilastrado ya del siglo XVI, todo ello dentro de los cánones clasicistas de tradición toledana.
Por tanto, todo el conjunto en su construcción final se configura como una obra de estilo barroco austero y rectilíneo, fabricada en ladrillo toledano. El altar mayor fue ornamentado por un retablo churrigueresco pintado al fresco, que contrastaba con el blanco enlucido de sus muros, pilastras y cornisas de orden dórico.
En su interior conservaba diversas piezas de orfebrería, tallas de madera y cuadros, entre los que destacaba uno del Greco dedicado a san Francisco de Asís, que desaparecieron durante la guerra civil española. Del cuadro del Greco existe una copia en el Real Colegio de Doncellas Nobles de Toledo.

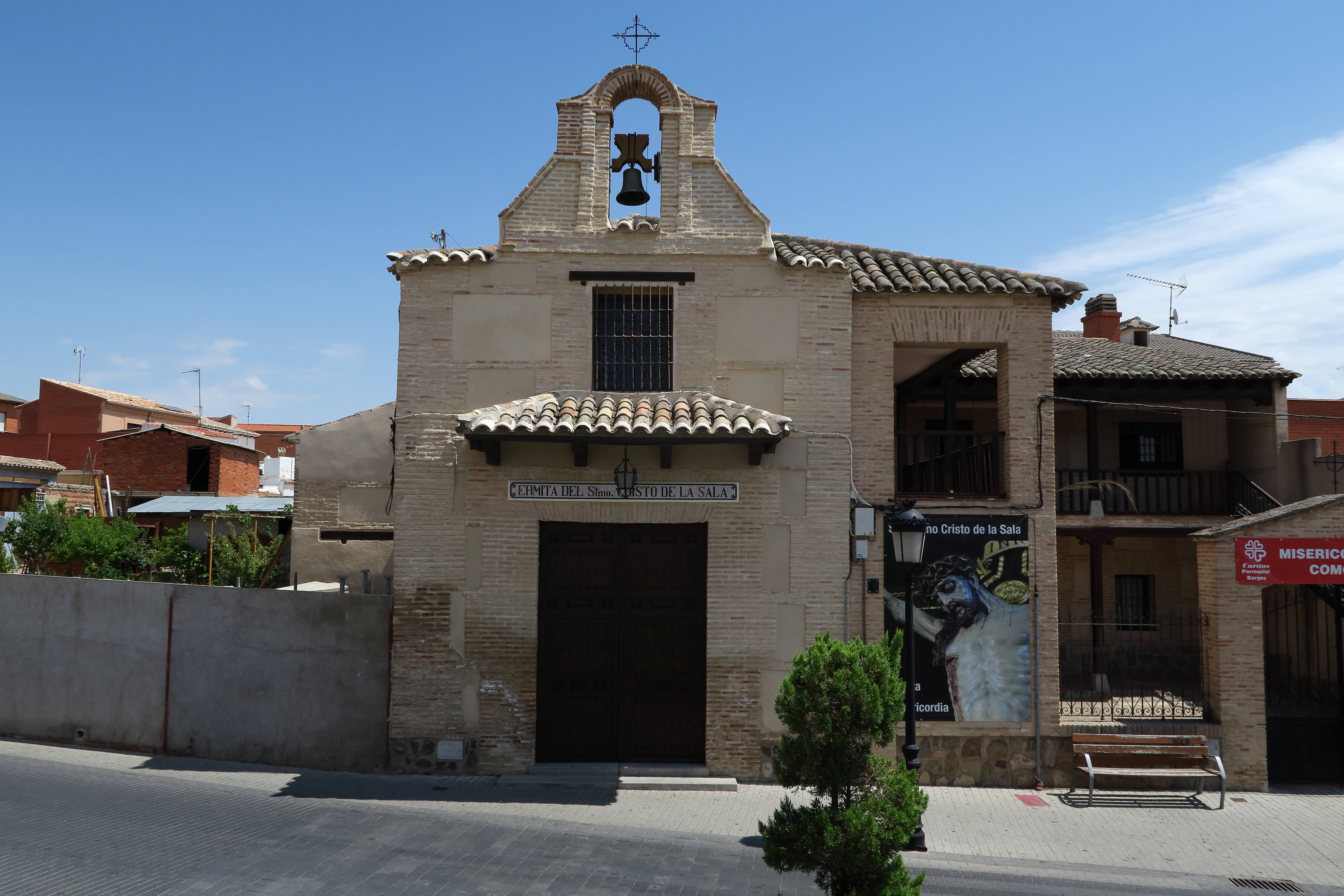
Ermita del Cristo de la Sala

Ermita del Santísimo Cristo de la Sala
Su construcción es de fecha desconocida, si bien se sabe que fue utilizada por la Cofradía de la Vera Cruz y más tarde como hospicio y hospital. La imagen del Cristo, muy venerado desde antiguo, recibió el apelativo "de la Sala" porque, según la tradición, se apareció en la ventana de una de las estancias que debió ser sala capitular de la Cofradía. En ese mismo lugar se construyó con posterioridad la ermita, cuyo altar, presidido por la imagen del Cristo, encuadra la ventana de la aparición. La ermita está realizada en ladrillo, con cajones de tapial, y tiene una portada formada por un tejadillo sobre cornisa de madera, que protege una sencilla puerta de ingreso adintelada, sobre la cual se abre una ventana rectangular recercada de ladrillo y se remata con una espadaña de un solo ojo con arco de medio punto. El interior es de una sola nave con cabecera aunque posee una estancia lateral para uso interno de la actual Hermandad del Santísimo Cristo de la Sala, que sustituyó a la Cofradía de la Vera Cruz en el siglo XIX. La imagen permanece durante todo el año en su ermita a excepción del mes de septiembre, coincidiendo con la fiesta del Cristo, que se traslada a la iglesia de San Esteban Protomártir.
Iglesia de la Sagrada Familia
Construida en 2008 en un estilo moderno, destaca su innovador campanario. El templo está ubicado en la urbanización "Las Perdices".

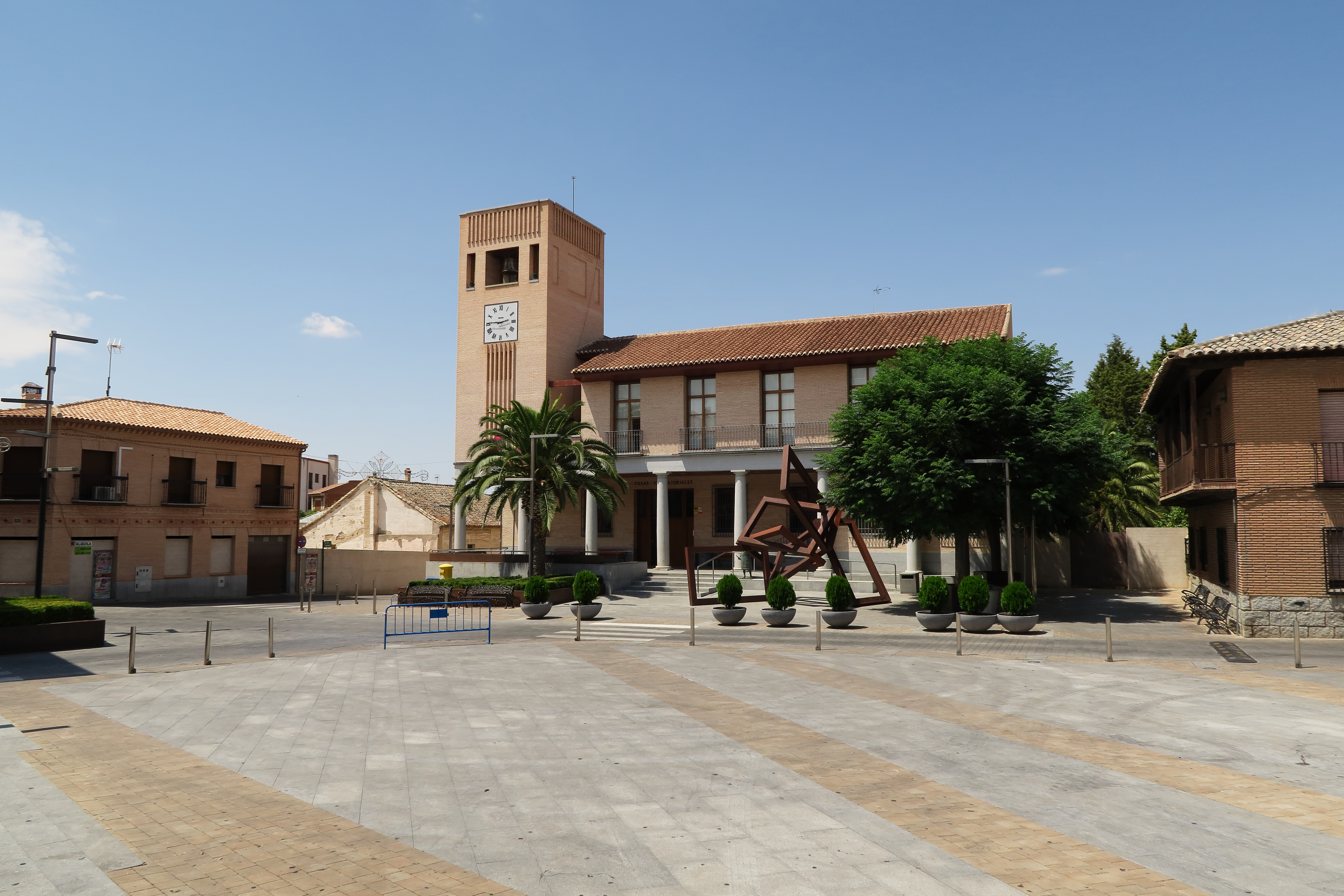
Casa consistorial
El nuevo ayuntamiento de la localidad fue inaugurado en el año 2007 por el entonces presidente de la Junta de Comunidades de Castilla-La Mancha, José María Barreda, y por el arzobispo de Toledo Antonio Cañizares. La nueva casa consistorial se encuentra situada en la céntrica plaza de la Constitución. El ayuntamiento está acompañado por una escultura del conquense Gustavo Torner.
Finca Loranque
Es una casa de labranza ubicada a las afueras del núcleo urbano, data de finales del siglo XVIII y reconstruida a principios del siglo XX. En la actualidad es una prestigiosa bodega toledana que enmarca sus vinos en la Denominación de Origen Méntrida. La finca es de aparejo de ladrillo y tapial y las cubiertas de teja árabe, siendo un ejemplo de la arquitectura civil de casas de labor toledanas del siglo XIX y posteriores. Debido a sus peculiares características naturales, sus intensos orígenes históricos-culturales, la conservación de las zonas ajardinadas y su personal arquitectura tradicional fue declarada Bien de Interés Cultural.
Ruta arqueológica
En el término municipal de Bargas están identificados más de 38 yacimientos arqueológicos, desde la Edad del Hierro hasta la época cristiana de la Baja Edad Media. Se han hallado restos prehistóricos, romanos, visigóticos, medievales cristianos y del islámico califal, taifa y mudéjar.

## Fiestas
- Tercer domingo de septiembre. Feria y fiestas   en honor al Santísimo Cristo de la Sala: conocida por los vecinos como "La Función". Destaca la procesión de la imagen religiosa por las calles del pueblo, engalanando sus filas un gran plantel de mujeres bargueñas ataviadas con el traje típico local, compuesto por un pañuelo blanco de seda a la cabeza, pendientes de arracadas, aderezos de pedrería y oro fino, cruz en el cuello, mantón de Manila llevado sobre su pecho a modo de pañuelo -es la pieza más importante- completado por el mandil, la falda plisada y los zapatos de tacón negros. Este evento fue declarado de interés turístico regional en la orden de 20 de marzo de 2003, de la Consejería de Industria y Trabajo (D.O.C.M. n.º 49, de 07/04/2003).
- Fiestas patronales en honor a San Esteban Protomártir: celebradas el día 3 de agosto.
- Semana Santa: la Cofradía de Jesús de Medinaceli y la Pasión del Señor (la única cofradía de Bargas) porta en varios pasos las imágenes de Jesús de Medinaceli, Jesús con la cruz acuestas, Jesús atado a la columna, Jesús en el sepulcro y la Virgen de los Dolores. También destacan la procesión del Domingo de Ramos y la procesión del Domingo de Resurrección.
- Festividad de San Isidro Labrador: todos los 15 de mayo se realiza la procesión con la imagen del santo. Además se realizan actividades y actuaciones relacionadas con la agricultura y el campo.

## Gastronomía
La gastronomía de Bargas es la tradicional de los pueblos castellanos mezclada con la cocina manchega e influenciada por las antiguas recetas moriscas y cristianas. Se trata de una cocina de secano muy ligada a la caza menor (platos elaborados con perdiz roja, conejo, liebre, codorniz) y al pastoreo (guisos de cordero). No pueden faltar platos como el cocido, los guisos y estofados, los gazpachos o las migas; todo, eso si, acompañado con el tradicional pan de Bargas y regado con un buen vino de la zona.
Pero si algo caracteriza a la gastronomía bargueña es la existencia de dos productos típicos muy apreciados, como son el besugo en escabeche, un peculiar procedimiento de conserva muy reclamado en las antiguas ferias de toda Castilla, y las marquesitas de Alguacil, dulces de almendra y azúcar cuya receta, patentada hace cien años por Pablo Alguacil, se sigue realizando artesanalmente en la bargueña confitería “La Positiva”.

## Deportes
Existen en la localidad varias instalaciones deportivas donde se puede realizar diversos deportes y actividades. Bargas cuenta con una piscina municipal, un pabellón municipal, un campo de fútbol, seis pistas de pádel, y varias pistas y canchas repartidas por la localidad.
- Fútbol sala: la Asociación Deportiva Bargas compite en la 2.ª División B.
- Fútbol: el CD Bargas es el equipo de fútbol, que milita en 1.ª preferente regional.
- Kung-fu: Bargas cuenta con el C.D.E. Kung-fu Nova Bargas-Toledo cuyo fin es dar a conocer este arte marcial en la localidad y alrededores.
- Ajedrez: de su club de ajedrez y Escuela Deportiva Municipal han salido campeones de España como María Alonso Vara (2008), otros podiums nacionales y numerosos campeones regionales y provinciales. Su equipo sub-16 se proclamó en dos ocasiones (2012 y 2014) 3.º en el campeonato de España de la categoría celebrado en Benidorm.

## Personas notables

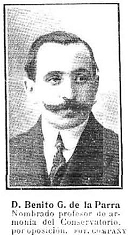
García de la Parra, retratado por Compañy.

- Pedro Ibáñez de Vargas (siglo XI), militar castellano y fundador de Bargas. Tomó parte, junto al rey Alfonso VI de León y Castilla, en la conquista de Toledo en 1085.
- Benito García de la Parra y Téllez (nacido en Bargas en 1884), músico y catedrático de Armonía del Real Conservatorio Superior de Música de Madrid. Fue un pedagogo de muchas generaciones de músicos, tuvo entre sus discípulos a Jacinto Guerrero, también era compositor y profesor de piano.
- Mónico García de la Parra y Téllez (Bargas, 1887), hermano de Benito García de la Parra, fue músico y director de la Banda Municipal de Vigo.
- José Rosell Villasevil, cervantista y estudioso del Quijote,  presidente de la Sociedad Cervantina de Esquivias y miembro de la Real Academia de Bellas Artes y Ciencias Históricas de Toledo.